# Heraklonas
Heraklonas, född 626, död troligen 641, var bysantinsk kejsare februari-september 641. Han var son till Herakleios och dennes andra maka Martina, och halvbror till Konstantin III.
Genom sin mors inflytande blev Heraklonas medkejsare tillsammans med sin halvbror Konstantin III efter deras faders död 641. Efter halvbroderns död i maj samma år blev Heraklonas ensam kejsare. Misstankar om att han tillsammans med sin mor låtit mörda Konstantin III ledde dock snabbt till ett uppror som slutade med att de båda stympades och förvisades. Detta var första gången som en regerande kejsare utsatts för stympning och möjligen en sed som härstammade från den tidens Persien, vilket i så fall innebar att Martina miste sin tunga och Heraklonas sin näsa. Inget mer är känt om Heraklonas öde sedan han störtats från tronen, men man antar att han avled senare samma år. Han efterträddes av Konstantin III:s son Konstans II.